# Неа Европи
„Неа Европи“ (на гръцки: Νέα Ευρώπη, в превод Нова Европа) е исторически вестник, излизал в Солун, Гърция, по време на окупацията на страната от страните от Оста от 1941 до 1944 година. Вестникът е колаборационистки, публикациите му утвърждават сигурната победа на Оста във войната и се отличават с антисемитизъм и антикомунизъм.

## История
Първият брой на вестника излиза на 14 април 1941 г., само няколко дни след влизането на германските войски в града на 9 април 1941 г. и струва 2 драхми. По време на първата си година вестникът има и заглавие на немски с по-малки букви печатни - Das Neue Europa. От стартирането на вестника до юни 1941 година директор на вестника е Василиос Лампсакис. През юни след германска намеса управлението на вестника се поема от Йоанис Спатарис, а редактор става Михаил Папастратигакис. През ноември 1941 година вестникът е придобит от Димитриос Илиадис и Петрос Орологас, собственици на издателска къща в Атина, но редактор остава Пападакис. През февруари 1943 година вестникът е купен за 40 - 60 000 драхми от Георгиос Полатис, който го ръководи до изтеглянето на германските войски от Солун.
В началото на октомври 1944 година поради, липса на хартия и други проблеми, вестникът се слива с другия прогермански вестник „Апогевматини“. Поради инфлацията цената му стига 100 милиона драхми. Последният брой излиза на 29 октомври 1944 г.
„Неа Европи“ и „Апогевматини“ се печатат в печатницата на Николаос Кондогурис, която под германски натиск е принудена да им взима много малко пари.